# Distretto di Kürtün
Il distretto di Kürtün (in turco Kürtün ilçesi) è uno dei distretti della provincia di Gümüşhane, in Turchia.